# Mwika Kaskazini
Mwika Kaskazini (übersetzt Mwika Nord) ist ein Verwaltungsbezirk (Ward) des Distrikts Moshi in der tansanischen Region Kilimandscharo.

## Geografie
Mwika Kaskazini liegt im Nordosten von Tansania etwa 30 Kilometer Luftlinie nordöstlich der Regionshauptstadt Moshi am südöstlichen Abhang des Kilimandscharo. Der Bezirk grenzt im Norden an Mengeni, im Nordosten in einem Punkt an Manda, im Osten an Mamsera, im Südosten an Mahida, die alle im Distrikt Rombo liegen. Im Süden grenzen an Mwika Kusini und Mamba Kusini und im Westen Mamba Kaskazini. Bei der Volkszählung 2022 lebten 19.934 Menschen in 5550 Haushalten auf einer Fläche von 22,2 Quadratkilometern.

## Gliederung
Der Bezirk besteht aus sechs Gemeinden (Mtaa) mit 27 Orten (Kitongoji):
| Mrimbo Uuo - Mrimbo Kati - Uuwo Kati - Pangara - Kirimeni - Sembeti - Kishingoni | Maringa - Maringa Kati - Komongoro - Kondiki - Machame | Lole Marera - Komakundi - Marera Kati - Majengo | Msae Nganyeni - Kongowi - Nyangeni - Kosuru | Msae Kinyamvuo - Mongai - Mseseweni - Iwura - Chona - Maha - Mberereni - Mmbale | Lole - Rikere - Kokiramu - Koomolo - Kokipura |

## Wirtschaft und Infrastruktur
- Bildung: Im Bezirk liegen drei weiterführende Schulen.[8] Die Mwika Secondary School[9] und die Lyakirimu Secondary School[10] sind staatliche Schulen, die Burschen und Mädchen bis zur 4. Stufe ausbilden. Die gleichen Ausbildungsmöglichkeiten bietet auch die private Kiumako Secondary School.[11] Diese wird seit 2005 vom Verein „Tansania – Zukunft durch Sonne e.V.“ in Itzehoe unterstützt.[12]
- Bibelschule: Im Jahr 1953 wurde die „Lutheran Bible School Mwika“ gegründet. Heute nennt sie sich „Lutheran Bible and Theological College Mwika“ und bildet Lehrerinnen und Lehrer aus.[13] Zu dieser unterhalten die evangelisch-lutherischen Kirchengemeinden Neustadt mit Altenstadt und Wilchenreuth eine Partnerschaft.[14]
- Gesundheit: In der Gemeinde Msae Nganyeni gibt es ein staatliches Gesundheitszentrum[15] und in Msae Kinyamvuo eine staatliche Apotheke.[16]

## Partnerschaft
Seit 2023 unterhält die Stadt Kellinghusen eine Partnerschaft mit dem Bezirk Mwika.